# Arakawa Under the Bridge (serie televisiva)
Arakawa Under the Bridge è un dorama stagionale estivo prodotto e mandato in onda da TBS nel 2011 in 10 puntate. La storia si basa sulla serie manga ed anime omonima (Arakawa Under the Bridge). Nel 2012 è stato seguito da una pellicola cinematografica conclusiva con gli stessi interpreti protagonisti.

## Trama
La versione dal vivo segue abbastanza fedelmente le vicende dei vari personaggi fino alla prima metà della storia originale. Ko è un giovane della medio-alta borghesia giapponese, figlio ed erede d'un'importantissima azienda del paese. Durante un incidente occorsogli mentre si trovava sul ponte di Arakawa fa la conoscenza d'una bella ma stranissima ragazza che si fa chiamare Nino; ella sostiene, tra le altre cose,  di provenire da Venere.
Essendo stato salvato da Nino, Kou si sente in dovere di sdebitarsi, ma a quanto pare a prima vista la giovane donna non sembra proprio aver bisogno di nulla, tranne che d'un amante. Al ragazzo non rimane altra scelta che stabilirsi assieme a lei sotto il ponte, nelle baracche tra gli altri barboni e senzatetto, uno più originale e 'folle' dell'altro.